# Nointel (Dolina Oise)
Nointel – miejscowość i gmina we Francji, w regionie Île-de-France, w departamencie Dolina Oise.
Według danych na rok 1990 gminę zamieszkiwały 782 osoby, a gęstość zaludnienia wynosiła 244 osób/km² (wśród 1287 gmin regionu Île-de-France Nointel plasuje się na 686 miejscu pod względem liczby ludności, natomiast pod względem powierzchni na miejscu 805).